# Honduranische Männer-Handballnationalmannschaft
Die honduranische Männer-Handballnationalmannschaft repräsentiert den Handballverband von Honduras als Auswahlmannschaft auf internationaler Ebene bei Länderspielen im Handball gegen Mannschaften anderer nationaler Verbände.

## Geschichte
Die Federación Hondureña de Balonmano ist seit 1996 Mitglied in der Internationalen Handballföderation (IHF). Auf kontinentaler Ebene war sie Mitglied in der Pan-American Team Handball Federation. Seit der Aufteilung in zwei Verbände gehört sie der Süd- und zentralamerikanischen Handballkonföderation (SCAHC) an.

## Internationale Großereignisse

### Olympische Spiele
Bisher keine Teilnahme.

### Weltmeisterschaften
Bisher keine Teilnahme.

### Panamerikameisterschaften
Bisher keine Teilnahme.

### Süd- und zentralamerikanische Handballmeisterschaften
Bisher keine Teilnahme.

### Zentralamerikanische Handballmeisterschaften
An der Zentralamerikanischen Handballmeisterschaft nahm Honduras bei allen bisherigen Austragungen teil.
- Zentralamerikanische Handballmeisterschaft der Männer 2013: 5. Platz (von 5 Mannschaften)
- Zentralamerikanische Handballmeisterschaft der Männer 2015: 3. Platz (von 5 Mannschaften)
- Zentralamerikanische Handballmeisterschaft der Männer 2017: 5. Platz (von 5 Mannschaften)
- Zentralamerikanische Handballmeisterschaft der Männer 2021: 3. Platz (von 5 Mannschaften)
- Zentralamerikanische Handballmeisterschaft der Männer 2023: 4. Platz (von 5 Mannschaften)

### Panamerikanische Spiele
Bisher keine Teilnahme.

### Zentralamerikaspiele
An den Zentralamerikaspielen nahm Honduras bei allen bisherigen Austragungen teil.
- Zentralamerikanische Spiele 2001: 2. Platz (von 4 Mannschaften)
- Zentralamerikanische Spiele 2010: 1. Platz (von 5 Mannschaften)
- Zentralamerikanische Spiele 2013: 4. Platz (von 5 Mannschaften)
- Zentralamerikanische Spiele 2017: 3. Platz (von 5 Mannschaften)

### Zentralamerika- und Karibikspiele
An den Zentralamerika- und Karibikspielen nahm Honduras zweimal teil.
- Zentralamerika- und Karibikspiele 2006: 7. Platz (von 7 Mannschaften)
- Zentralamerika- und Karibikspiele 2018: 8. Platz (von 8 Mannschaften)

### IHF South and Central American Emerging Nations Championship
Bei der vom Weltverband ausgerichteten IHF South and Central American Emerging Nations Championship unterlag die Mannschaft in der Vorrunde gegen Kolumbien und Ecuador besiegte El Salvador. Im Viertelfinale verlor man erneut gegen den späteren Turniersieger Kolumbien, in der Platzierungsrunde gegen Ecuador und Französisch-Guayana.
- IHF South and Central American Emerging Nations Championship 2018: 8. Platz (von 11 Mannschaften)